# Pattinaggio di velocità in linea ai Giochi mondiali 2022 - 1000 metri sprint maschile
La gara dei 1000 metri sprint maschile di pattinaggio di velocità in linea ai Giochi mondiali 2022 si è svolta il 9 luglio 2025 a Birmingham.

## Risultati
| Rank | Atleta                            | Round             | Tempo    | Note   |
| ---- | --------------------------------- | ----------------- | -------- | ------ |
| 1    | Duccio Marsili                    | Finale            | 1:26.974 |        |
| 2    | Ricardo Cristopher Verdugo Campos | Finale            | 1:27.026 | +0.052 |
| 3    | Bart Rene Swings                  | Finale            | 1:27.339 | +0.365 |
| 4    | Simon Albrecht                    | Finale            | 1:27.609 | +0.635 |
| 5    | Francisco Jose Peula Cabello      | Finale            | 1:27.887 | +0.913 |
| 6    | Andres Mauricio Jimenez Torres    | Finale            | 1:27.974 | +1.000 |
| 7    | Yvan Sivilier                     | Finale            | 1:27.999 | +1.025 |
| –    | Giuseppe Bramante                 | Finale            | DSQ      |        |
| 9    | Daniel Zapata Martinez            | Semifinali        | 1:24.935 | +0.486 |
| 10   | Hugo Diego Ramirez Boada          | Semifinali        | 1:24.970 | +0.521 |
| 11   | Michal Prokop                     | Semifinali        | 1:25.053 | +1.122 |
| 12   | Santiago Ariel Roumec             | Semifinali        | 1:25.246 | +0.797 |
| 13   | Mike Alejandro Paez Cuellar       | Semifinali        | 1:25.348 | +0.899 |
| 14   | Li-Yang Kuo                       | Semifinali        | 1:25.476 | +1.545 |
| 15   | David Ariel Sarmiento Moscoso     | Semifinali        | 1:25.499 | +1.050 |
| 16   | Jorge Luis Martinez Morales       | Semifinali        | 1:25.595 | +1.664 |
| 17   | Nils Buhnemann                    | Preliminary Round | 1:25.936 | +1.171 |
| 18   | Martin Ferrie                     | Preliminary Round | 1:26.245 | +0.126 |
| 19   | Jose Daniel Moncada Silva         | Preliminary Round | 1:26.674 | +3.041 |
| 20   | Chang-Chin Ku                     | Preliminary Round | 1:27.054 | +0.935 |
| 21   | Francisco Manuel Reyes Petrelli   | Preliminary Round | 1:27.543 | +1.424 |
| 22   | Christian Kromoser                | Preliminary Round | 1:27.598 | +1.479 |
| 23   | Walter Rafael Urrutia Meija       | Preliminary Round | 1:27.725 | +1.606 |
| 24   | James Robert Sadler               | Preliminary Round | 1:28.276 | +2.157 |
| 25   | Michael Garcia                    | Preliminary Round | 1:28.446 | +3.170 |
| 26   | Bayron Francisco Siles Vega       | Preliminary Round | 1:31.308 | +6.032 |
| 27   | Dhanush Babu                      | Preliminary Round | 1:32.871 | +9.238 |